# Vitstrupig dvärgtyrann
Vitstrupig dvärgtyrann (Mecocerculus leucophrys) är en fågel i familjen tyranner inom ordningen tättingar.

## Utseende
Vitstrupig dvärgtyrann är en liten tyrann med lång stjärt och upprätt hållning. Den vita strupen som gett den sitt namn är rätt tydlig och ser ofta utpuffad ut. I övrigt, notera mörka vingar med ett tydligt vingband, i vissa delar kanelbrunt och i andra vitaktigt. 

## Utbredning och systematik
Vitstrupig dvärgtyrann delas in i elva underarter:
- Mecocerculus leucophrys setophagoides – förekommer i norra Colombia (Sierra Nevada de Santa Marta)
- Mecocerculus leucophrys setophagoides – förekommer i östra Anderna i Colombia och nordvästra Venezuela
- Mecocerculus leucophrys rufomarginatis – förekommer i södra Colombia (Nariño) till västra Ecuador och nordvästra Peru (Piura)
- Mecocerculus leucophrys nigriceps – förekommer i bergen i norra Venezuela
- Mecocerculus leucophrys notatus – förekommer i västra och centrala Anderna i Colombia (södra till Cauca)
- Mecocerculus leucophrys chapmani – förekommer i tepuier i södra Venezuela
- Mecocerculus leucophrys roraimae – förekommer i subtropiska centrala Venezuela (Amazonas och Bolivar)
- Mecocerculus leucophrys parui – förekommer i tepuier i södra Venezuela (Cerro Paru i Amazonas)
- Mecocerculus leucophrys brunneomarginatus – förekommer i Anderna i Peru (La Libertad och Cajamarca till Cusco)
- Mecocerculus leucophrys pallidior – förekommer i fuktigt tempererade västra Anderna i Peru (västra Ancash)
- Mecocerculus leucophrys leucophrys – förekommer i tempererade delar av Anderna från sydöstra Peru till Bolivia och nordvästra Argentina

## Levnadssätt
Vitstrupig dvärgtyrann hittas i bergsskogar på mellan 2800 och 3500 meters höjd, i vissa områden lägre. Där ses den i par eller smågrupper i artblandade flockar, gärna vid skogsbryn och buskiga områden.

## Status och hot
Arten har ett stort utbredningsområde, men tros minska i antal, dock inte tillräckligt kraftigt för att den ska betraktas som hotad. Internationella naturvårdsunionen IUCN listar arten som livskraftig (LC).